# Kolonia Kiełczewice Dolne
Kolonia Kiełczewice Dolne (prononciation : [kɔˈlɔɲa kʲɛu̯t͡ʂɛˈvit͡sɛ ˈdɔlnɛ]) est un village polonais de la gmina de Strzyżewice dans le powiat de Lublin de la voïvodie de Lublin dans l'est de la Pologne.
Le village comptait approximativement une population de 273 habitants en 2011.

## Histoire
De 1975 à 1998, le village est attaché administrativement à l'ancienne Voïvodie de Lublin.

Depuis 1999, il fait partie de la nouvelle voïvodie de Lublin.